# دان کارمودی
دان کارمودی (انگلیسی: Don Carmody؛ زادهٔ ۱۶ آوریل ۱۹۵۱) یک تهیه‌کننده اهل ایالات متحده آمریکا است.

## فیلم‌شناسی
- ابزارهای مرگبار: شهر استخوان‌ها
- جانی منومیک
- پمپئی
- دیروز
- مدرسه پلی‌تکنیک